# Biserica de lemn din Valea Poienii

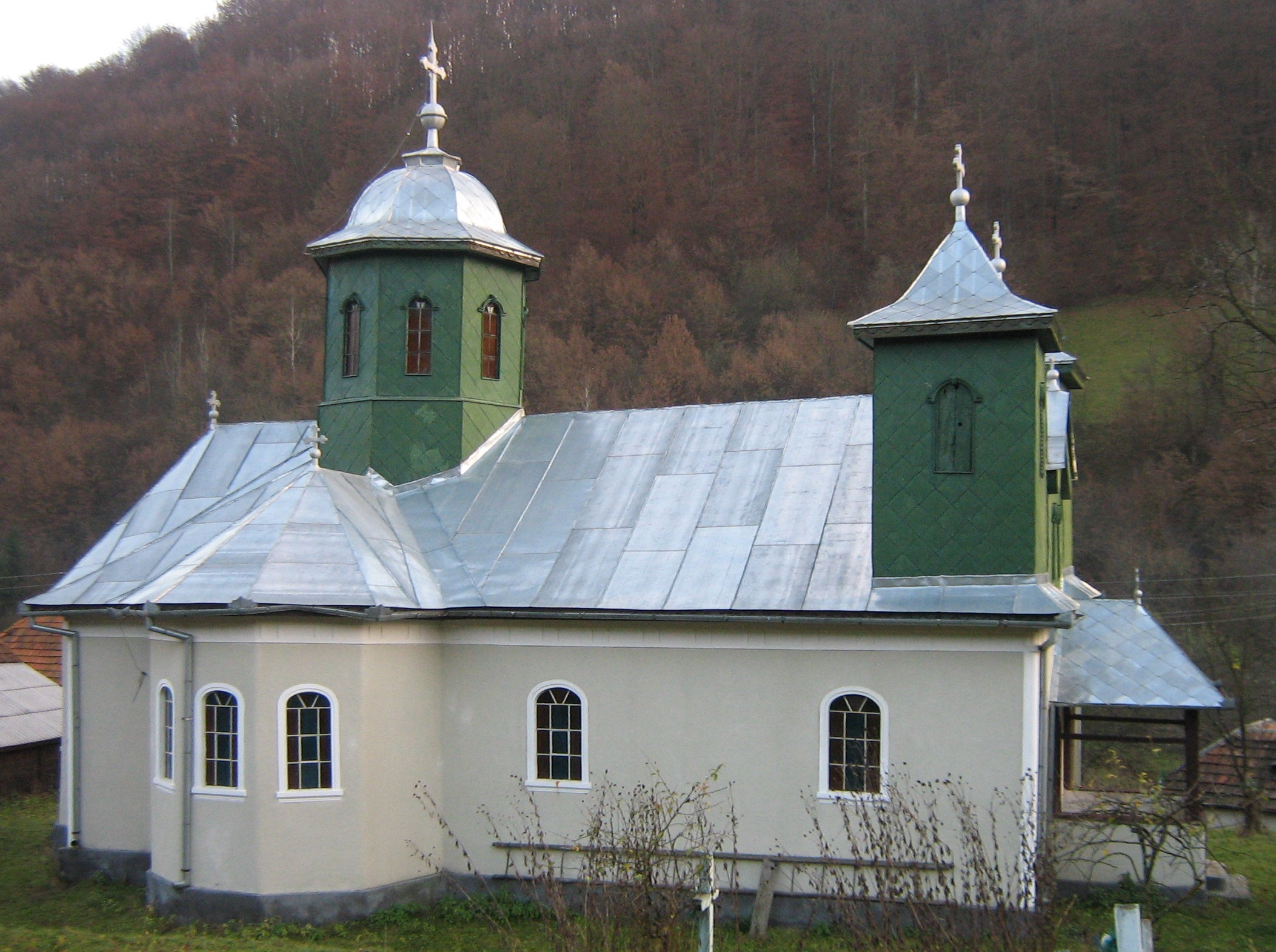
Biserica de lemn „Sfântul Ioan Botezătorul” din Valea Poienii, comuna Vorța, județul Hunedoara, foto: noiembrie 2008.

Biserica de lemn din Valea Poienii, comuna Vorța, județul Hunedoara a fost ridicată în anul 1920. Are hramul „Sfântul Ioan Botezătorul”. Biserica nu se află pe noua listă a monumentelor istorice.

## Istoric și trăsături
Biserica „Sfântul Ioan Botezătorul” din satul Valea Poienii (fost Fizeș-Băgara), care a înlocuit, în 1930, în timpul păstoririi preotului Ioan Laslău, un lăcaș de cult mai vechi, ridicat anterior anului 1797, dată înscrisă, în grafie chirilică, pe clopotul mic; se păstrează în clopotnița ctitoriei, construită separat. De la acel edificiu a preluat nu doar unele dintre bârnele de stejar, ci și remarcabila reprezentare iconografică a „Teofaniei de la stejarul Mamvri” (se păstrează în colecția de artă religioasă veche a Protopopiatului Ortodox Orăștie), executată de zugravul zărăndean Gheorghe Tobias, format în ambianța artistica postbrâncovenească a școlii de pictură de la Hurezi (județul Vâlcea). Este un edificiu de plan triconc,cu absidele pentagonale, supraînălțat printr-o turlă centrală octogonală și prin două turnuri patrulatere, ridicate de o parte si de cealaltă a intrării apusene (alta, amplasată pe latura sudică, asigură accesul în altar), precedată de un pridvor deschis de lemn. Retencuit în anul 2006, lăcașul, acoperit integral cu tablă, este împodobit la interior cu un bogat decor iconografic. Două dintre înaintașele ctitoriei actuale apar înscrise în tabelele recensămintelor ecleziastice din anii 1761-1762, 1805 și 1829-1831; pe harta iosefină a Transilvaniei (1769-1773) nu figurează niciun lăcaș de cult.